# فوج الشرطة 28 تودت
فوج الشرطة 28 تودت (بالألمانية: SS-Polizei-Regiment 28 Todt)‏ في البداية تم تسميته فوج الشرطة الثامن والعشرين ( Polizei-Regiment 28) عندما تشكل في منتصف عام 1942 من شرطة النظام  ( Ordnungspolizei  ) وكان وحدات لاداء الواجبات الأمنية في النرويج المحتلة. تم نقل جميع وحداتها إلى أفواج أخرى بعد وقت قصير من التشكيل؛ تم غعادة تشكيله كفوج الشرطة الثامن والعشرين تودت في وقت لاحق من ذلك العام. تم إعادة تشكيله كوحدة شوتزشتافل في أوائل عام 1943. 

## تشكيل وتنظيم
تم تشكيل الفوج في يوليو 1942 في النرويج مع كتيبة الشرطة 252 ( Polizei-Batallion 252 ). أعيد تشكيل كتيبة الشرطة 313 لفترة وجيزة لتكون الكتيبة الثالثة في الفوج قبل أن تصبح الكتيبة الثالثة لفوج الشرطة 14 في وقت لاحق في يوليو أو أغسطس.  